# 天鷹座32
天鷹座32，又名BD-01 4242，HD 209625、SAO 145853、HR 8410，是天鷹座的一颗恒星，视星等为5.3，位于銀經59.1，銀緯-42.22，其B1900.0坐标为赤經21h 59m 38.8s，赤緯-1° -42.22′ 24″。